# Araucana
Araucana-Hühner (auch Araucans, Araukaner oder Araucaner) gehören zu einer Hühnerrasse, deren Ursprung nicht mit letzter Sicherheit nachgewiesen ist, die aber aus Südamerika stammen. Als Liebhabergeflügel wurden sie erst ab den 1960er Jahren populär. Mehrere Eigenschaften unterscheiden diese Rasse von anderen Hühnerrassen. Sie haben eine vergleichsweise aufrechte Körperhaltung und an der Stelle, wo sich am Kopf des Huhnes normalerweise die Ohrlappen befinden, haben Araucanas eine walzenähnliche Hautfalte, auf der Federn wachsen. Diese sogenannten Bommeln sind eines der charakteristischsten Merkmale der Art.
Mit den Zwerg-Araucana existiert auch eine Zwergform, die mit Ausnahme der Größe der Stammform entspricht und vom selben Sonderverein betreut wird wie die Araucana.
Diese Rasse ist nicht zu verwechseln mit Ameraucana-Hühnern.

## Merkmale
Das Gewicht der Araucana-Hühner liegt beim Hahn bei 2–2,5 kg und bei der Henne bei 1,6–2 kg (Angaben für die Großrasse). Die Lauffarbe ist weidengrün bis hellweidengrün oder schwarzoliv (je nach Farbschlag). Die Tiere haben eine gute Eierleistung und einen guten Schlachtkörper. Eine Zwergform ist in acht Farbschlägen vorhanden.
Araucanahühner können einen Backen- und Kehlbart haben. Im reinrassigen Zustand sind sie schwanzlos, d. h. ihnen fehlen nicht nur die Schwanzfedern, sondern auch Schwanzwirbel, sowie die Bürzeldrüse.
Im reinrassigen Zustand haben sie einen Erbsenkamm. „Ohrbüschel“ sind ein weiters kennzeichnendes Merkmal: an Stelle der Ohrlappen finden sich warzenartige, befiederte Hautwucherungen, ein unter Haushühnern einzigartiges Gebilde vor den Ohren. Die Eierfarben sind blau bis türkis. Einige Schläge legen auch rosafarbene Eier, was der Rasse in Großbritannien und  in den Vereinigten Staaten den Spitznamen Easter Egg Layer (dt. Ostereier-Leger) eingebracht hat.

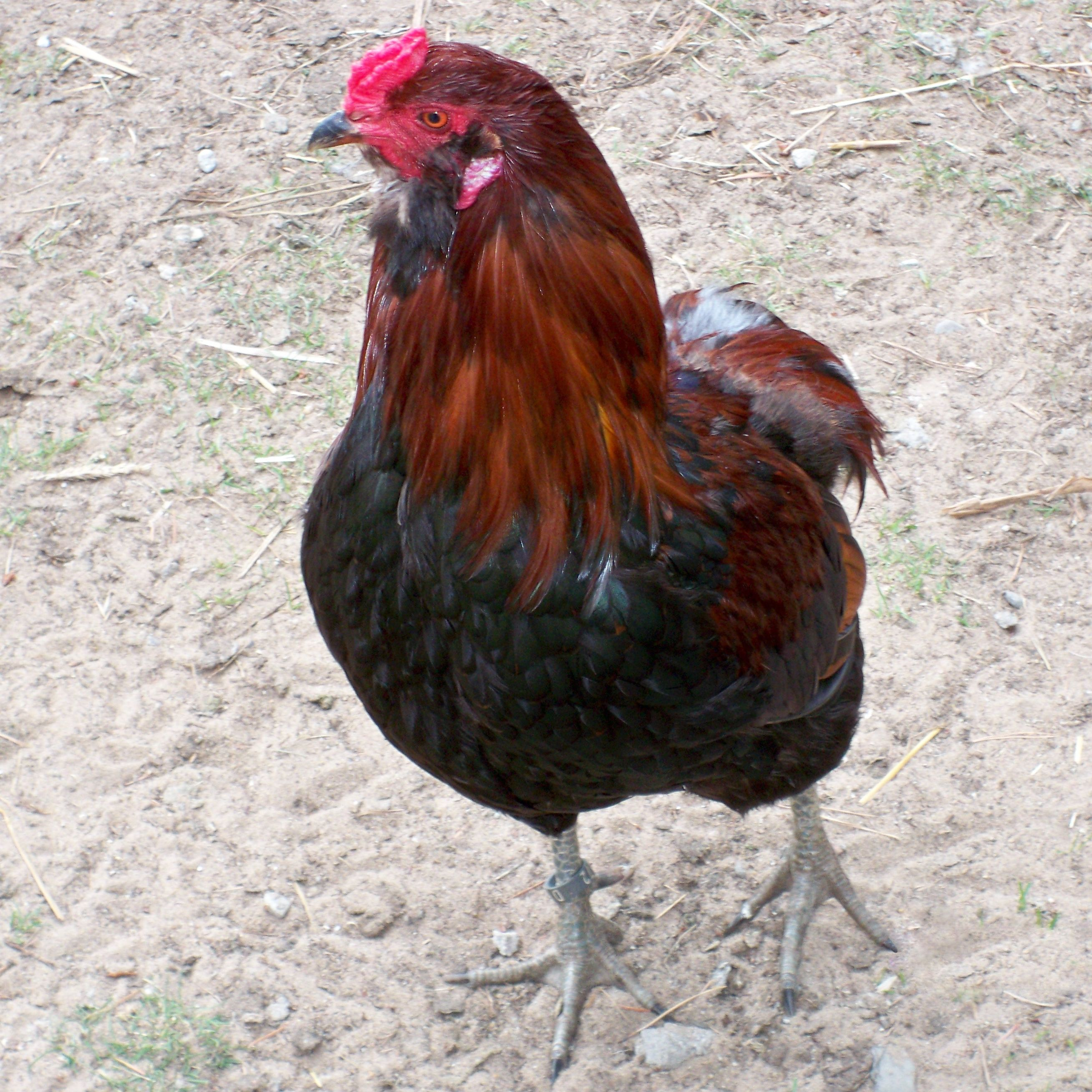
Araucanahahn mit Backen- und Kinnbart
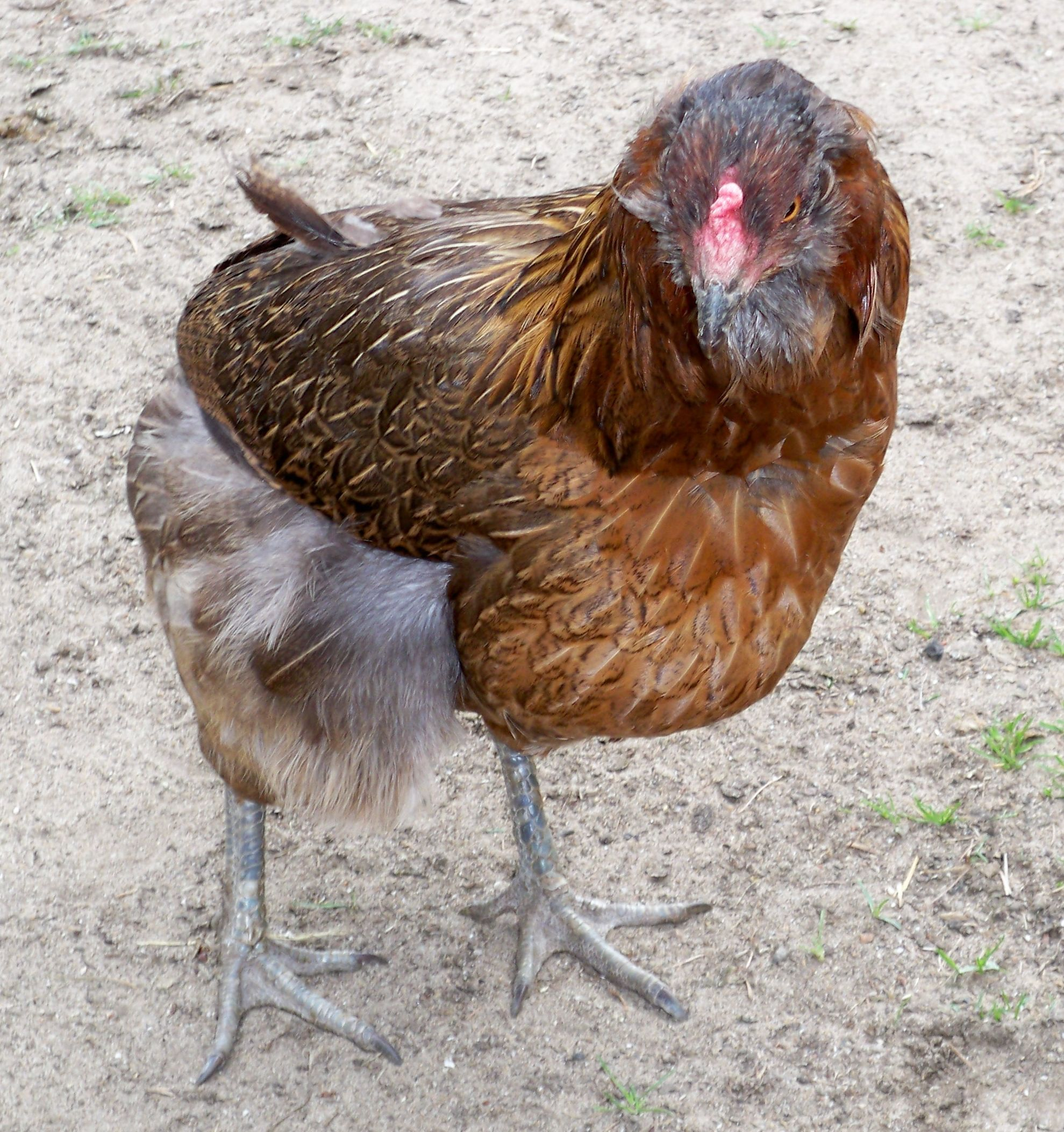
Schwanzlose Araucanahenne
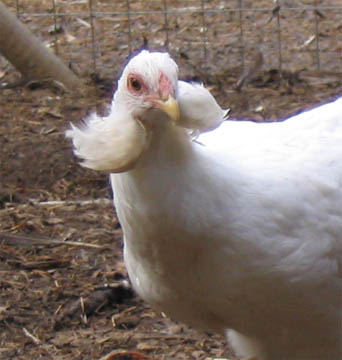
Kopfstudie einer weißen Araucanahenne mit „Bommeln“
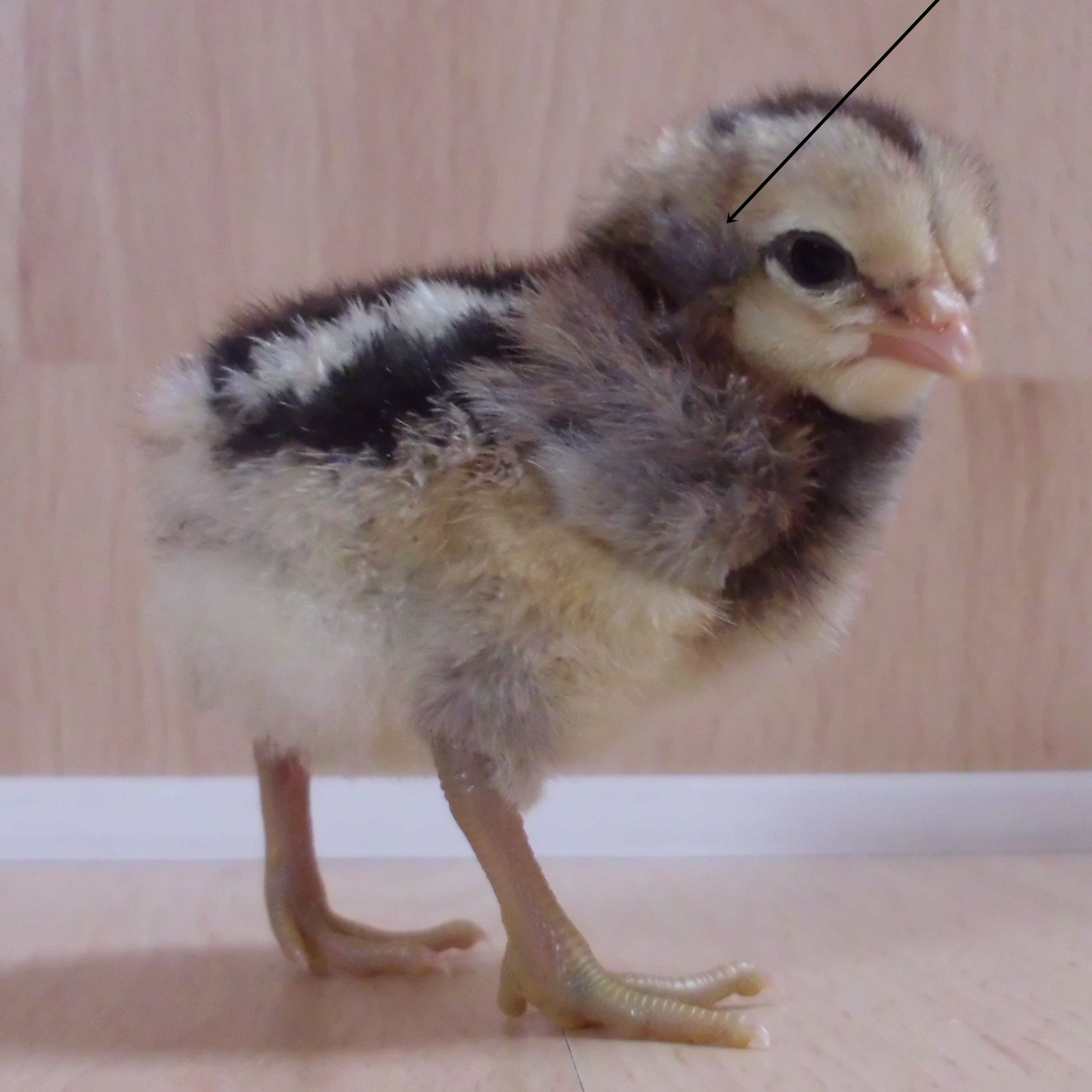
Araucanaküken mit „Bommeln“
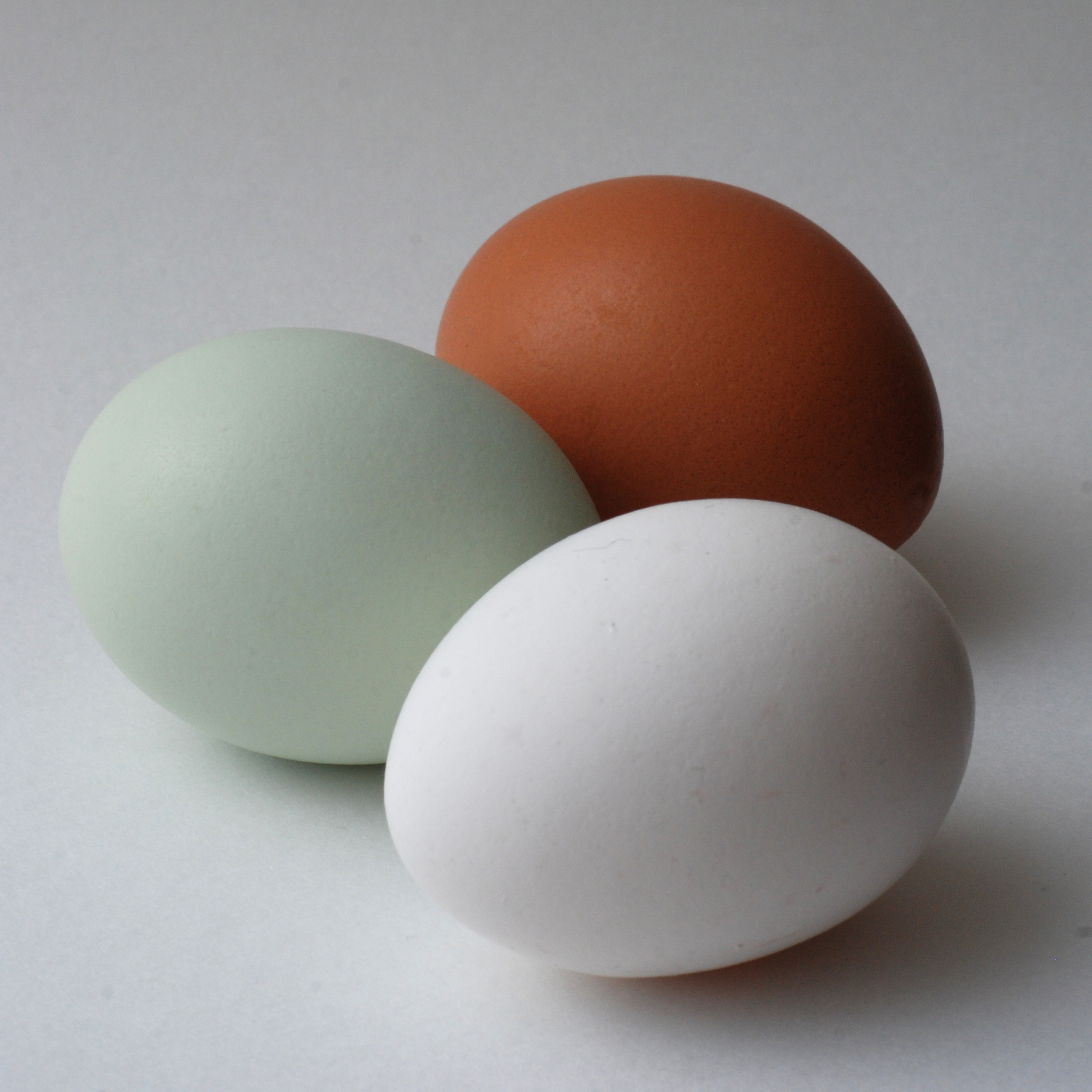
Grünes Araucana-Ei im Vergleich mit weißen und braunen Eiern

## Ursprung

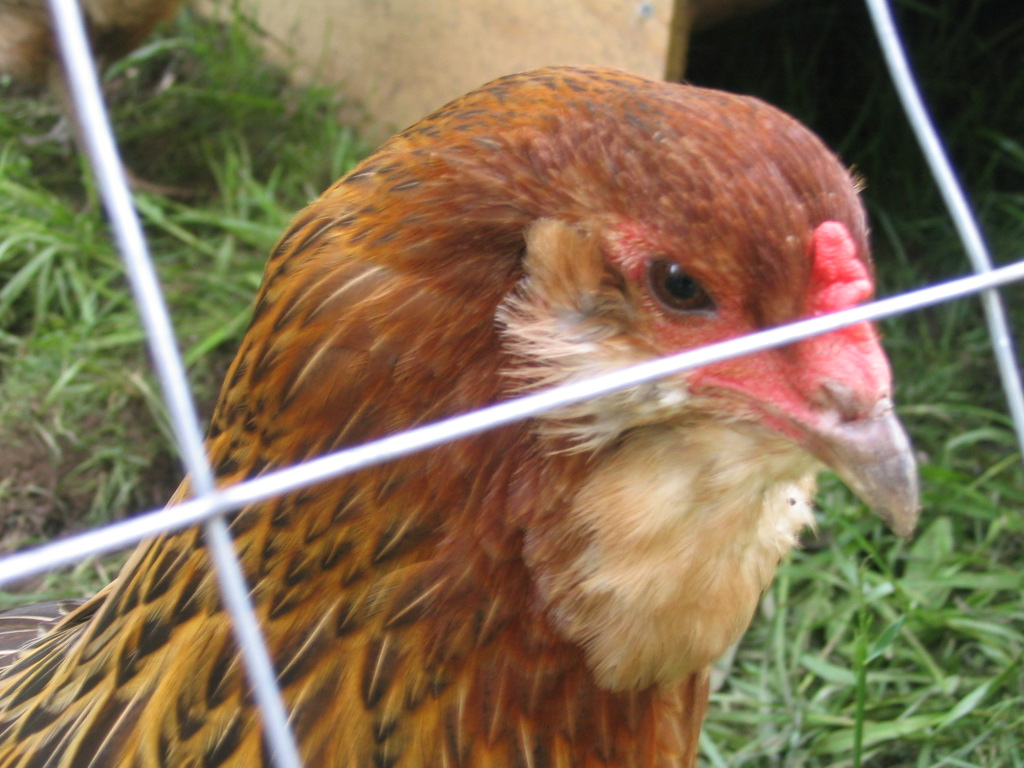
Araucana mit Backenbart und Rosenkamm

Ihr Name leitet sich von den Araukanern (frühere Bezeichnung der Mapuche-Indianer) ab, bei denen sie um 1890 erstmals als halbwild lebende Hühner dokumentiert sind. Es gilt als sicher, dass diese indigene Bevölkerungsgruppe, die im Gebiet des heutigen Chile lebt, Hühner dieser Rasse seit mehreren Jahrhunderten hielt. Das damalige Verbreitungsgebiet dieser Hühnerrasse zog sich über Chile bis nach Brasilien.
Einem Bericht der Fachzeitschrift Nature zufolge weist die DNA dieser Hühner eine sehr große Ähnlichkeit mit Hühnern aus Polynesien auf, was – zusammen mit anderen Indizien – darauf hindeute, dass polynesische Seefahrer mindestens 100 Jahre vor Christoph Kolumbus Südamerika besuchten.

## Typen
Die Tiere sind in unterschiedlichen Typen weltweit verbreitet.
In Deutschland sind 13 Farbschläge anerkannt, von denen einige recht selten sind:
- Wildfarbig
- Blau-wildfarbig
- Goldhalsig
- Blau-goldhalsig
- Silberhalsig
- Schwarz
- Gold-weizenfarbig
- Blau-weizenfarbig
- Schwarz-rot
- Blau-rot
- Weiß
- Blau (mit und ohne Saum)
- Gesperbert

## Bedeutung für die kommerzielle Hühnerhaltung
Ihre Eigenart, grünliche bis bläuliche Eier zu legen, vererben Araucanas dominant weiter. Die Eier haben außerdem nachweislich einen geringeren Cholesteringehalt als normale Hühnereier. In der kommerziellen Zucht von Hühnern für den Eiermarkt hat man sich dies zunutze gemacht. Es wurden Hybridformen gezüchtet, die grüne beziehungsweise blaue Eier legen. Hybridrassen, die aus einer Einkreuzung von Araucanas in Hühnerrassen entstanden, die normalerweise weiße Eier legen, führen dabei zu blauen Eiern. Wird das Araucana dagegen in Rassen eingekreuzt, die braune Eier legen, entstehen dabei Hybridformen, die grüne Eier legen. Kreuzungen mit Tieren der Rasse Marans ergeben olivgrüne bis olivbraune Eier. Diese in ihrer Farbe abweichenden Eier werden von einigen Supermarktketten vermarktet. In einigen Ländern kann auf Grund der nationalen Gesetzeslage auch damit geworben werden, dass die Eier einen geringeren Cholesteringehalt haben. Es ist allerdings wissenschaftlich nicht gesichert, dass Eierverzehr den Cholesterinspiegel beim Menschen tatsächlich beeinflusst.

## Zuchthinweise
Diese robuste und ruhige Rasse stellt keine besonderen Bedingungen an die Haltung. Das Futter sollte jedoch nicht klebrig oder breiig sein, da die Bärte und Bommeln leicht verkleben und so zum Federpicken verleiten. Um eine gute Nachzucht zu erzielen, empfiehlt es sich, die Federn um die Kloake etwas zu beschneiden, damit die Hähne besser befruchten können.
In Deutschland gibt es vergleichsweise viele Züchter dieser Hühnerrasse, was auch die große Zahl an Farbschlägen und Formen erklärt, die zugelassen sind. In den Niederlanden sind dagegen nur schwanzlose Araucanas anerkannt und in Skandinavien nur drei Farbschläge zulässig. Die Zucht von Araucanas, die sowohl Bommeln haben als auch schwanzlos sind und Eier in der für Araucanas typischen Eierfarbe legen, gilt als Herausforderung. Insbesondere die Ausbildung von Bommeln wird nicht zuverlässig vererbt.
In England unterscheidet man zwischen den „Rumpless Auraucana“ (dt. schwanzlose Araucana) des internationalen Typs und „Araucana“ mit Schwanz und vollem Bart ohne Bommeln aber mit weit vorn am Kopf angesetzter Schopfbildung. Die Autoren Verhoef und Rijs beschreiben sie als „übergroße Watermaalschen Bartzwergen“, einer niederländischen Zwerghuhnrasse. Und in den USA sind Farbschläge ohne Gelbpigmentierung mit untypisch schwarzen und hellen Läufen zugelassen.